# Explosió del pont de Crimea
L'explosió o atac del pont de Crimea va ser una explosió que va tenir lloc el 8 d'octubre de 2022 al Pont de Crimea, que uneix el krai de Krasnodar amb la península de Crimea. Va representar un esdeveniment destacable durant la invasió russa d'Ucraïna de 2022.
El 8 d'octubre de 2022 a les 06:07 de la matinada (hora de Moscou), es va produir una explosió a la part de la carretera del pont de Crimea, que va causar danys importants. Set vagons de combustible d'un tren ferroviari que passava també es van encendre, provocant un gran incendi al pont del ferrocarril paral·lel, i dues mitges seccions del pont de la carretera es van esfondrar. El trànsit es va recuperar hores després, però de forma limitada a les línies no malmeses.
Els mitjans estatals russos van informar que un camió va provocar l'explosió. Vladimir Konstantinov, president del Consell d'Estat de Crimea, va acusar Ucraïna de l'atac. En data del 8 d'octubre de 2022 però, ni Ucraïna ni l'OTAN no havien fet cap declaració oficial sobre l'incident. Alguns alts funcionaris ucraïnesos havien declarat anteriorment que el pont seria un objectiu legítim per a un atac amb míssils. Segons el Comitè de Recerca de Rússia, l'atac va produir tres víctimes mortals.

## Cronologia dels esdeveniments

### Antecedents

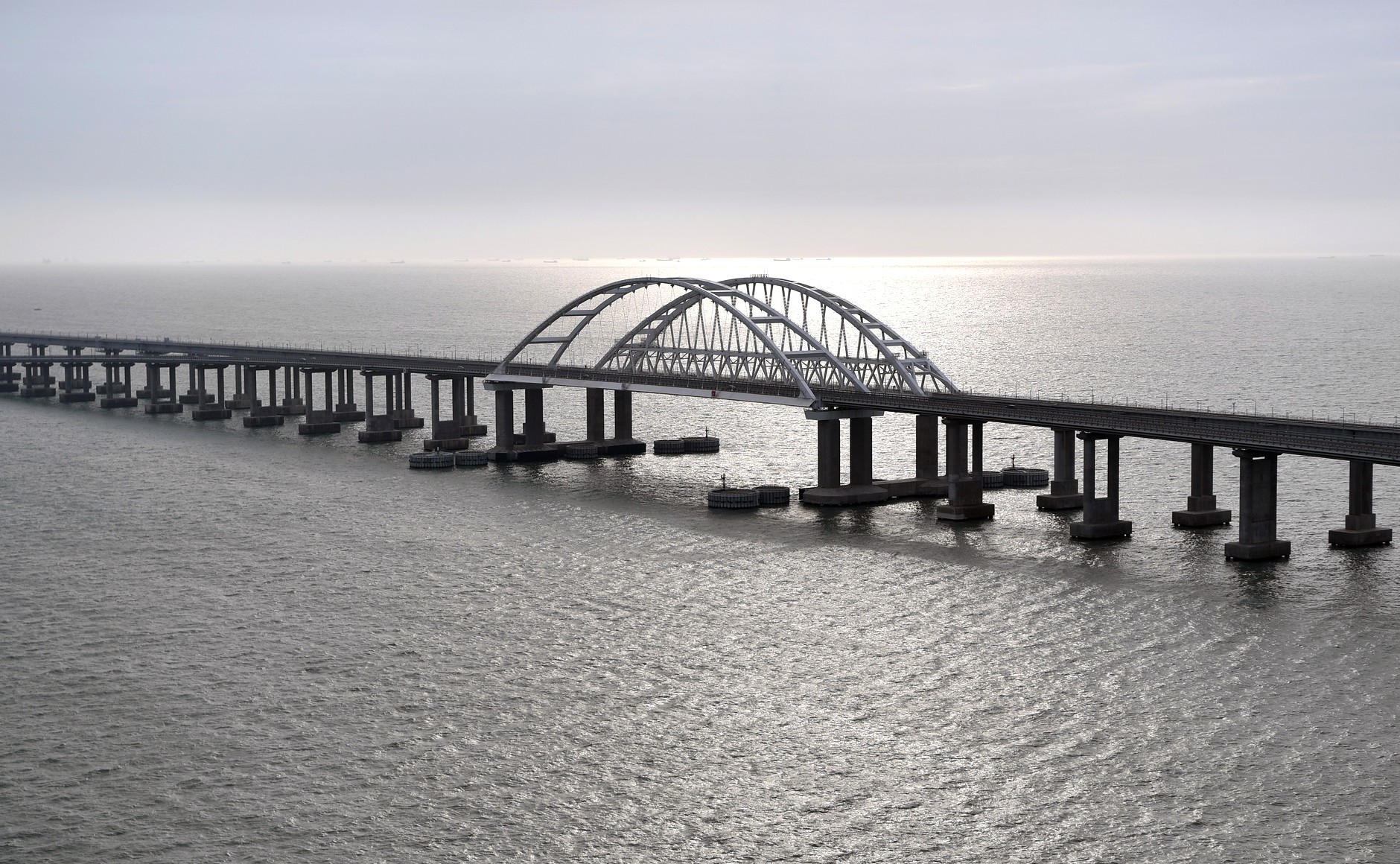
El pont de Crimea abans l'atac

Després de la invasió russa de Crimea i de la posterior annexió de la península, Rússia va començar la construcció d'un pont que havia d'unir Crimea amb la Regió del Kuban el febrer de 2016. Les autoritats russes qualificaren aleshores la construcció del pont de "missió històrica", una de les tasques clau per a la "unificació final de Crimea amb Rússia". El maig de 2018, es va obrir el pont al trànsit i el desembre de 2019, es va posar en marxa la infraestructura necessària per al pas del trens.
El 2022, amb l'inici de la invasió russa, el pont es va utilitzar per a proveir les Forces Armades russes al teatre d'operacions del sud de la guerra russo-ucraïnesa.
Els oficials ucraïnesos juntament amb l'exèrcit han declarat repetidament la seva intenció de destruir el pont de Crimea, considerant-lo com un objectiu militar legítim. Així, l'agost de 2022, un assessor de l'oficina presidencial, Mikhailò Podoliak, va dir en una entrevista a The Guardian: "És una construcció il·legal i la principal porta d'entrada per proveir l'exèrcit rus a Crimea. Aquests objectes haurien de ser destruïts". El general de comandament de les Forces Armades d'Ucraïna, Dmitrò Martxenko, declarà que el pont es convertiria en "l'objectiu número u" tan bon punt Ucraïna tingués armes per atacar-lo.

### Atac
El 8 d'octubre de 2022, es va produir una explosió a la part de la carretera del pont de Crimea des del costat de la península de Taman. El servei de premsa dels ferrocarrils de Crimea va declarar que a les 6:05 l'equip de control indicava un error a les vies a la part on el ferrocarril creua el pont i un tanc es va incendiar a la cua del tren de mercaderies. Com a resultat de l'explosió, diversos trams de la calçada van ser destruïts i s'aturà immediatament el trànsit per carretera i ferrocarril.
Inicialment, es van anunciar dues possibles causes de l'incendi: l'explosió d'un vagó cisterna a la part ferroviària del pont i l'explosió d'un vehicle, probablement un camió, a la part de la carretera. Segons el Comitè Nacional Antiterrorista de la Federació Russa, un camió va explotar, fet que va provocar l'incendi de set dipòsits de combustible del ferrocarril.
Tot i que ningú no va reivindicar la responsabilitat de l'explosió, alguns diaris ucraïnesos com ara l'Ukrainska Pravda i UNIAN, citant les seves pròpies fonts, afirmaren que es tractava d'una operació del Servei de Seguretat d'Ucraïna.

### Conseqüències

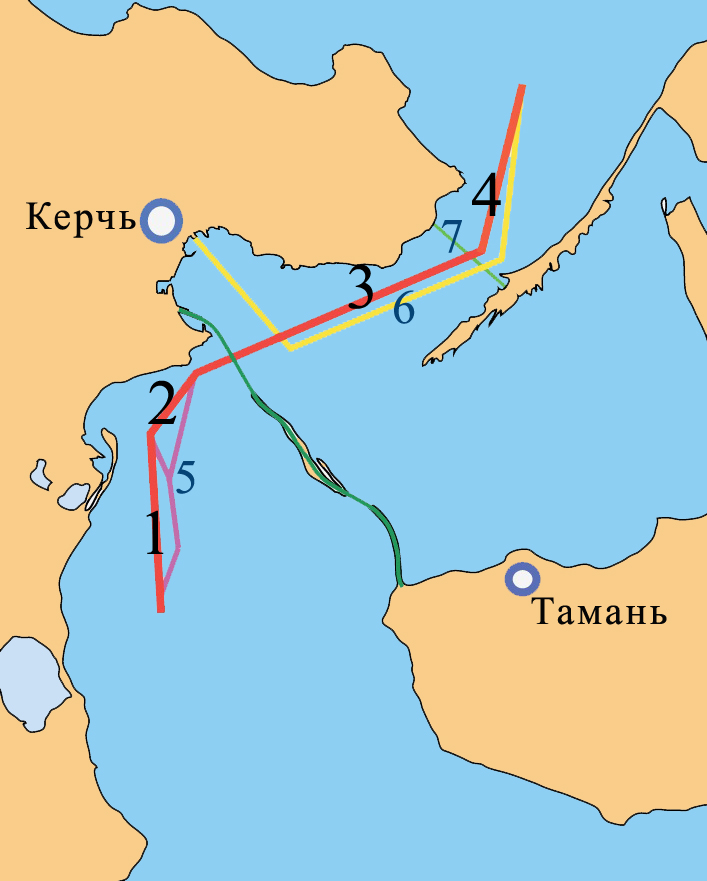
Estret de Kertx

El Ministeri de Transport de la Federació Russa va anunciar que es reprenia de nou el servei de transbordador que travessa l'Estret de Kertx, que funcionava abans de la construcció del pont de Crimea. Crimea inicialment va imposar restriccions a la venda de comestibles i combustible. Dues hores més tard, es va anunciar que s'aixecaven les restriccions a Sebastòpol.
S'espera que la destrucció parcial del Pont de Crimea generi més problemes amb el subministrament de tropes russes a la República Autònoma de Crimea. A més, amb el tancament del pont, és més difícil per als residents locals sortir de Crimea, quedant només disponibles les rutes marítimes.
La naturalesa simbòlica de la destrucció no és menys important per al Kremlin. L'obertura del pont el 2018 va ser considerada un dels èxits més grans de Putin. Després de la invasió russa del 2022, l'estructura va ser un dels objectes més protegits. Una setmana abans de l'explosió, es va signar un decret sobre l'annexió de quatre regions ucraïneses per part de Rússia, i després Rússia va continuar amenaçant Ucraïna amb armes nuclears en cas d'un atac contra objectes als territoris annexats.

### Investigació
Per ordre de Putin, es va crear una comissió especial per investigar les circumstàncies de l'explosió, que incloïa representants del Ministeri de Situacions d'Emergència, el Ministeri de Transport, el FSS, el Ministeri de l'Interior i la Guàrdia Russa. El Comitè de Recerca va obrir una investigació penal sobre l'explosió. Representants dels serveis especials van cridar l'atenció sobre els treballs del torn següent, en què es va perdre el camió amb explosius, malgrat els complexos instal·lats a l'entrada del pont per vigilar càrrega sospitosa.
Segons el Comitè de Recerca de Rússia, tres persones van morir a conseqüència de l'explosió, inclòs un home i una dona en un automòbil al costat del camió.

## Reaccions

### Ucraïna
El compte oficial de Twitter del govern ucraïnès va piular "sick burn" en resposta a l'incendi, i Mikhailò Podoliak, assessor presidencial ucraïnès, va qualificar els danys com una mena d'inici: "Crimea, un pont, un començament. S'ha de destruir tot el que és il·legal, tot. Tot el que se'ns roba ha de ser retornat a Ucraïna, tota l'ocupació russa ha de ser expulsada."

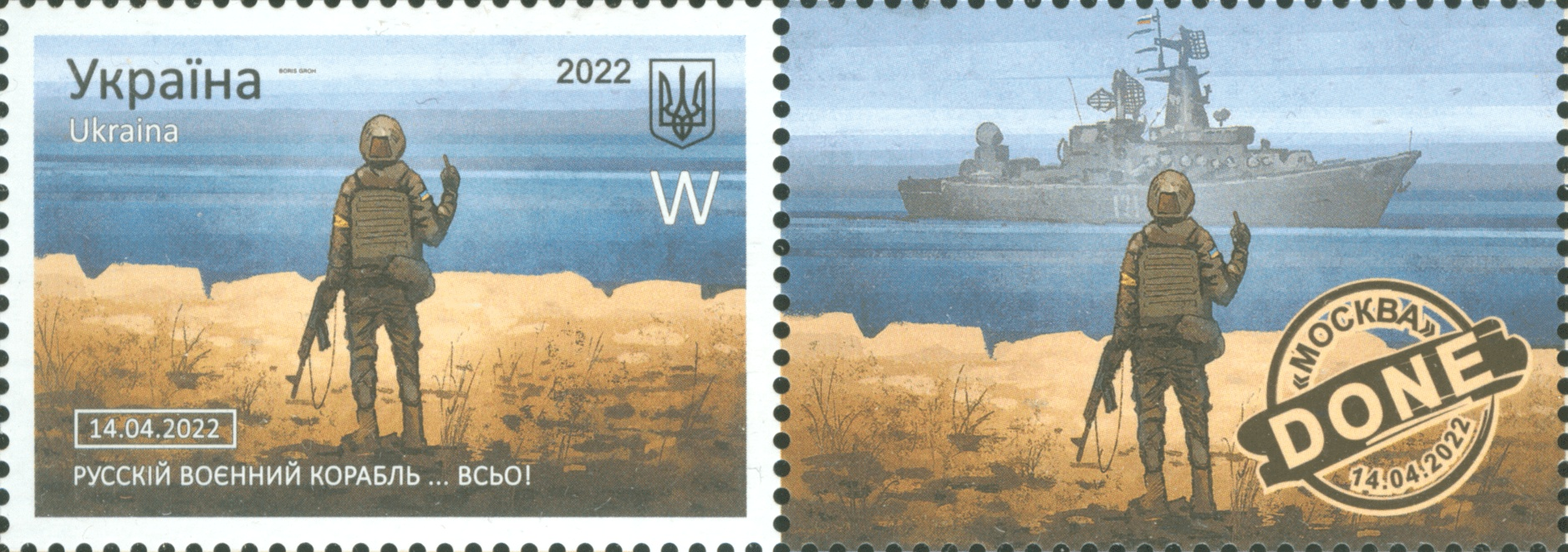
Segon segell ucraïnès del vaixell Moskvà, aquest commemorant-ne l'enfonsament

El Ministeri de Defensa d'Ucraïna va comparar la destrucció del pont de Crimea amb la destrucció del creuer Moskvà. El director d'Ukrposhta, Ihor Smilianskyi, va anunciar el llançament d'un nou conjunt de segells dedicats a l'esdeveniment. Monobank, el segon banc més gran d'Ucraïna, ha anunciat una nova targeta de dèbit amb el pont.
Oleksí Danilov, cap del Consell de Seguretat i Defensa Nacional, va publicar un vídeo del pont a les xarxes socials, juntament amb un vídeo de Marilyn Monroe cantant "Bon aniversari, senyor president", al·ludint al fet que la vigília Putin havia fet setanta anys.

### Rússia
Les autoritats de Crimea van acusar el govern ucraïnés d'haver instigat l'atac. La representant del Ministeri d'Afers Exteriors de la Federació Russa, Maria Zakhàrova, afirmà que "el règim de Kíiv és terrorista", i el diputat de la Duma Estatal Andrei Guruliov va demanar al comandant en cap que "respongués amb fermesa".
Dmitri Medvédev, l'expresident i adjunt del Consell de Seguretat de Rússia, havia dit a l'abril: "Un dels generals ucraïnesos va parlar de la necessitat d'atacar el pont de Crimea. Espero que sàpiga quin serà el nostre objectiu quan actuarem en represàlia".

### Reaccions internacionals
El ministre d'Afers Exteriors d'Estònia, Urmas Reinsalu, va donar la benvinguda a l'explosió i va suggerir que les forces especials ucraïneses estaven al darrere, recordant que les autoritats d'Ucraïna havien esmentat durant molt de temps el pont de Crimea com un possible objectiu d'un atac.
El diputat polonès del Parlament Europeu, Robert Biedroń, va declarar que era: "Un bàlsam per al cor, sobretot perquè ahir va ser l'aniversari de Putin. És bo que Putin hagi rebut aquest regal. Espero que en rebi més. Els ucraïnesos estan destruint la infraestructura il·legal de Rússia."